# Kurt Bikkembergs
Kurt Bikkembergs (* 5. August 1963 in Hasselt) ist ein belgischer Komponist, Musikpädagoge und Dirigent. 

## Leben und Werk
Bikkembergs studierte ab 1978 Musikpädagogik, Chor- und Orchesterleitung sowie Komposition am Lemmens-Institut in Löwen, unter anderem bei Luc van Hove. Hinzu kamen Meisterkurse, etwa bei Heinz Kratochwil. Bikkembergs lehrt seit 1986 selbst am Lemmens-Institut und war bzw. ist Leiter verschiedener belgischer Chöre, unter anderem denjenigen des Lemmens-Instituts sowie den Chor der Flämischen Oper. Seit 1998 dirigiert er die Capella di Voce in Löwen und seit 2002 den Chor der Kathedrale St. Michael und St. Gudula in Brüssel.
Bikkembergs schuf bislang etwa 200 Kompositionen, insbesondere Geistliche Musik (darunter drei Oratorien und mehrere Kantaten), aber auch Kammer- und Ballettmusik. Er wurde mehrfach mit Preisen ausgezeichnet, darunter dem „Burgemeester Meyers Prijs“ der Stadt Hasselt (1991), dem renommierten „Prijs Cera-Jeugd & Muziek Vlaanderen“ für sein bisheriges kompositorisches Gesamtwerk (1993) und 2004 mit dem „Internationale compositieprijs“ der Stadt Hasselt für die Chorkomposition „Super flumina Babylonis“.